# Cyrus Lakdawala
Cyrus Lakdawala (Bombai, 10 d'octubre de 1960) és un jugador d'escacs, professor i escriptor estatunidenc. Va néixer a l'Índia però va créixer a Mont-real i viu a San Diego des de finals dels anys setanta. Va obtenir el títol de Mestre de la FIDE el 1986 i és Mestre Internacional des del 2002.

## Resultats destacats en competició
Els seus èxits en torneig inclouen la victòria el 1987 juntament amb quatre jugadors més al National Open i el 1998 a l'American Open juntament amb Pavel Blatný. A més, va empatar al primer lloc dues vegades al Lina Grumette Memorial Day Classic, el 1998 amb dos jugadors més i el 1999 conjuntament amb Serguei Kudrin. També va guanyar el campionat de la Federació d'Escacs del Sud de Califòrnia el 1994, 1997, 1998, 2000 i 2005.

## Escriptor d'escacs
Cyrus Lakdawala ha escrit més de 20 llibres d'escacs, cosa que el converteix en un dels autors d'escacs més actius de l'actualitat. El seu treball inclou, en particular, treballs sobre diverses obertures, així com col·leccions anotades de partides de jugadors d'escacs coneguts. La majoria dels seus llibres, alguns dels quals també s'han traduït a l'alemany i el castellà, van ser publicats a la sèrie Move by Move de l'editorial anglesa Everyman Chess.

### Obres (selecció)
- Play the Londres System. Londres 2010
- A Ferocious Opening Repertoire. Londres 2011
- The Slav: Move by Move. Londres 2011 (edició espanyola: Ajedrez jugada a jugada: La defensa eslava, 2013)
- The Caro-Kann: Move by Move. Londres 2012 (edició espanyola: Ajedrez jugada a jugada: La defensa Caro-Kann, 2013)
- Capablanca: Move by Move. Londres 2012
- The Scandinavian: Move by Move. Londres 2013
- Botvinnik: Move by Move. Londres 2013
- The Classical French: Move by Move. Londres 2014
- Korchnoi: Move by Move. Londres 2014
- The Alekhine Defence: Move by Move. Londres 2014
- How Ulf Beats Black: Ulf Andersson's Bulletproof Strategic Repertoire for White. Alkmaar 2018
- Winning ugly in chess Alkmaar 2019